# Evarist Bartolo
Pour les articles homonymes, voir Bartolo.
Evarist Bartolo, né le 14 octobre 1952 à Mellieha, est un homme politique maltais, membre du Parti travailliste.
Membre de la Chambre des représentants depuis 1992, il est ministre de l'Éducation et de la Culture entre 1996 et 1998, sous le mandat d'Alfred Sant. Quand Joseph Muscat accède au pouvoir en 2013, il le nomme ministre de l'Éducation et de l'Emploi.
En janvier 2020, le nouveau Premier ministre Robert Abela le désigne ministre des Affaires étrangères. Il le reste jusqu'à la formation du second gouvernement Abela en mars 2022.